# Swift Current-Black River
Swift Current-Black River is een local service district in de Canadese provincie Newfoundland en Labrador.

## Geschiedenis
Het local service district (LSD) Swift Current-Black River werd opgericht op 11 maart 2024. Het is de facto een uitbreiding van het reeds bestaande LSD Swift Current met de plaats Black River, die tot dan toe geen enkele vorm van lokaal bestuur had.

## Geografie
Het LSD bestaat uit het dorp Swift Current en het gehucht Black River, twee plaatsen in het zuiden van Newfoundland. Swift Current is gelegen aan de noordelijkste zijarm van de Placentia Bay, dewelke eveneens Swift Current noemt. De plaats is een lintdorp langs provinciale route 210, die de noordoever van de voormelde zeearm volgt.
Black River ligt iets ten oosten van Swift Current, namelijk aan de monding van de gelijknamige rivier in de Placentia Bay. De plaats is bereikbaar via een zijbaantje van de NL-210 dat uiteindelijk leidt naar Garden Cove.
Beide plaatsen worden van elkaar gescheiden door de Black River.

## Demografie
Bij de volkstelling van 2021 telde Swift Current 207 inwoners en Black River 28 inwoners. Dit komt neer op een totale bevolkingsomvang van 235.